# 漁仔潭圍
漁仔潭圍是一座位於中華人民共和國江西省贛州市龍南縣里仁鎮的客家圍屋。建於清道光年間，由粟園圍十八世孫李遇德從事釀酒致富後建此圍。